# Eyal Ofer
Eyal Ofer (ebraico:אייל עופר); Haifa, 2 giugno 1950) è un imprenditore israeliano, miliardario impegnato nel settore immobiliare e delle spedizioni marittime, presidente di Ofer Global, Zodiac Group e Global Holdings, filantropo e presidente della Eyal & Marilyn Ofer Family Foundation.
Nel 2023, Forbes ha stimato il suo patrimonio netto in 14,6 miliardi di dollari, classificandolo tra i primi 122 al mondo.

## Biografia
Eyal Ofer è nato nel 1950 ad Haifa, in Israele. Suo padre, Sammy Ofer, sposato con Aviva Ofer, era un magnate delle spedizioni israeliane di origine rumena e una volta era anche l'uomo più ricco di Israele. Ha un fratello, Idan Ofer. Eyal si laureò all'Atlantic College, un collegio internazionale affiliato agli United World Colleges, con sede nel St Donat's Castle, nel Galles. Nella sua adolescenza, ha trascorso le estati lavorando su una delle navi della famiglia, caricando merci, raschiando le fiancate delle barche e ridipingendole, e toccando numerosi porti internazionali.
Ha servito come ufficiale dell'intelligence nell'aviazione israeliana dal 1967 al 1973.  Ha poi studiato diritto marittimo all'Università di Londra.

## Carriera
Gli interessi commerciali di Ofer sono concentrati nel settore marittimo, crocieristico e immobiliare globale all'interno del gruppo Ofer Global, una società privata con sede a Monaco focalizzata su spedizioni, proprietà immobiliari, petrolio e gas, banche e investimenti in Europa, Nord America, Vicino Oriente e Asia.
Nel 2014, ha ricevuto un'iscrizione onoraria a vita al Baltic Exchange di Londra in riconoscimento del suo contributo alla navigazione nel Regno Unito e al commercio marittimo globale.  Altri destinatari di questo premio sono stati il Duca di Edimburgo, Winston Churchill e Maersk Mc-Kinney.
Ofer è classificato dalla Lloyd's List che, nel 2014 e nel 2021, lo ha nominato settimo tra le 100 persone più influenti nel settore marittimo e decimo nel 2016.
È spesso relatore in occasione di eventi del settore, tra cui la Milken Institute Global Conference nel 2012, 2013 e 2015. Ofer partecipa regolarmente anche all'incontro annuale del World Economic Forum a Davos.
Nel 2018, Ofer è entrato a far parte dell'Advisory Board del Bloomberg New Economy Forum. Il consiglio è composto da un gruppo di leader nei loro campi provenienti da affari, governo, istruzione e filantropia tra cui David Rubenstein, Gary Cohn e Mukesh Ambani.